# Государственная дума Украины

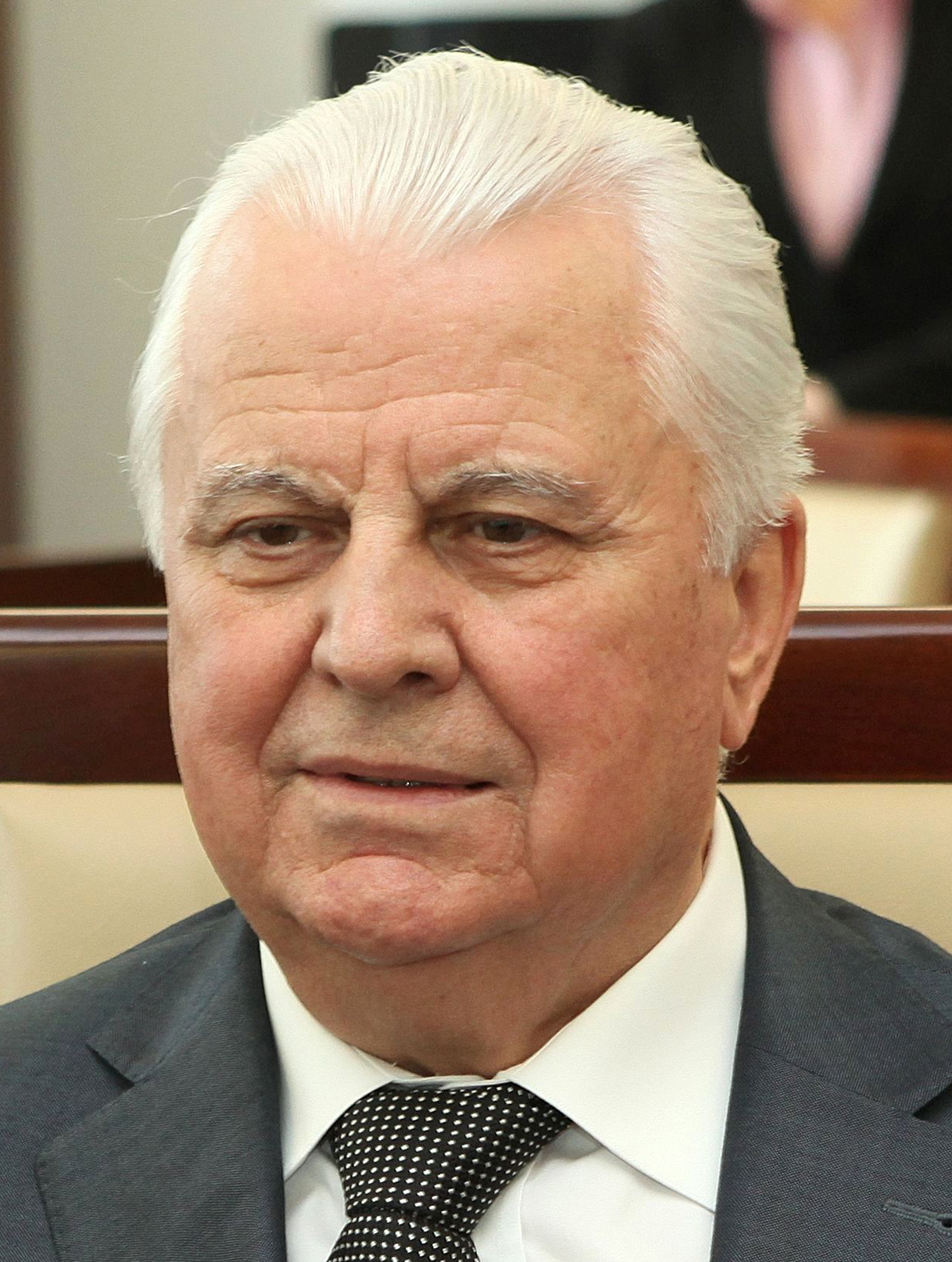
Леонид Кравчук, первый Президент Украины (1991—1994) и первый (и единственный) председатель Госдумы Украины

Государственная дума Украины (укр. Державна дума України) — государственный орган, созданный указом Президента Украины от 25 февраля 1992 года с целью выработки основных направлений и принципов деятельности органов исполнительной власти. Существовал до конца 1992 года, в конечном итоге был ликвидирован Указом президента Украины как неэффективный.

## Функции
Думе отводилась роль органа, который должен был помогать главе государства выполнять властные обязанности в осуществлении внутренней и внешней политики. На государственную думу возлагались, в частности, такие функции и полномочия:
- разработка и обоснование целостной государственной социально-экономической, гуманитарной, научно-технической и правовой политики в условиях развития рыночных отношений и построения демократического правового государства;
- создание механизмов реализации стратегии развития соответствующих сфер общественной и государственной жизни и подготовка проектов программ для рассмотрения и утверждения Президентом Украины, анализ процесса их осуществления;
- определение основных направлений внутренней и внешнеэкономической политики Украины, разработка предложений по развитию ресурсного, экономического, научно-технического и оборонного потенциала страны и т. д.[2].

## Деятельность
| - Витольд Фокин, первый Премьер-министр Украины (1991—1992), первый заместитель председателя Госдумы Украины - Валентин Симоненко, и. о. Премьер-министра Украины (1992), второй заместитель председателя Госдумы Украины - Леонид Кучма, второй Премьер-министр Украины (1992—1993), второй Президент Украины (1994—2005), третий и последний заместитель председателя Госдумы Украины |

Председателем Государственной думы Украины был Президент Украины, его заместителем — Премьер-министр Украины. В структуре Думы работало 4 коллегии (по вопросам экономической, научно-технической, гуманитарной и правовой политики), возглавляемые государственными советниками Украины, соответственно Александр Емельянов, Игорь Юхновский, Николай Жулинский и Александр Емец. Всего Государственная дума Украины состояла из 62 человек — ведущих специалистов различных отраслей науки и практики. В заседаниях Думы и её коллегий с правом совещательного голоса участвовали министры, а также приглашались представители заинтересованных ведомств, эксперты, консультанты. Государственная Дума просуществовала до конца года, но так и не стала эффективным органом управления и была ликвидирована 27 октября 1992 года.